# Заміська балка (Севастополь)
Заміська балка (рос. Загородная балка, інший переклад Загородна балка) знаходиться у Севастополі, бере початок біля площі Пирогова, впадає у східний берег Карантинної бухти. 
Назва пов'язана з тим, що до кінця XIX ст. балкою проходив кордон міської забудови.
Часткова засипана. У балці знаходиться спортивний комплекс зі стадіоном ім.200-річчя Севастополя.
До 2014 року розміщувалося шатро цирку.